# Камураска

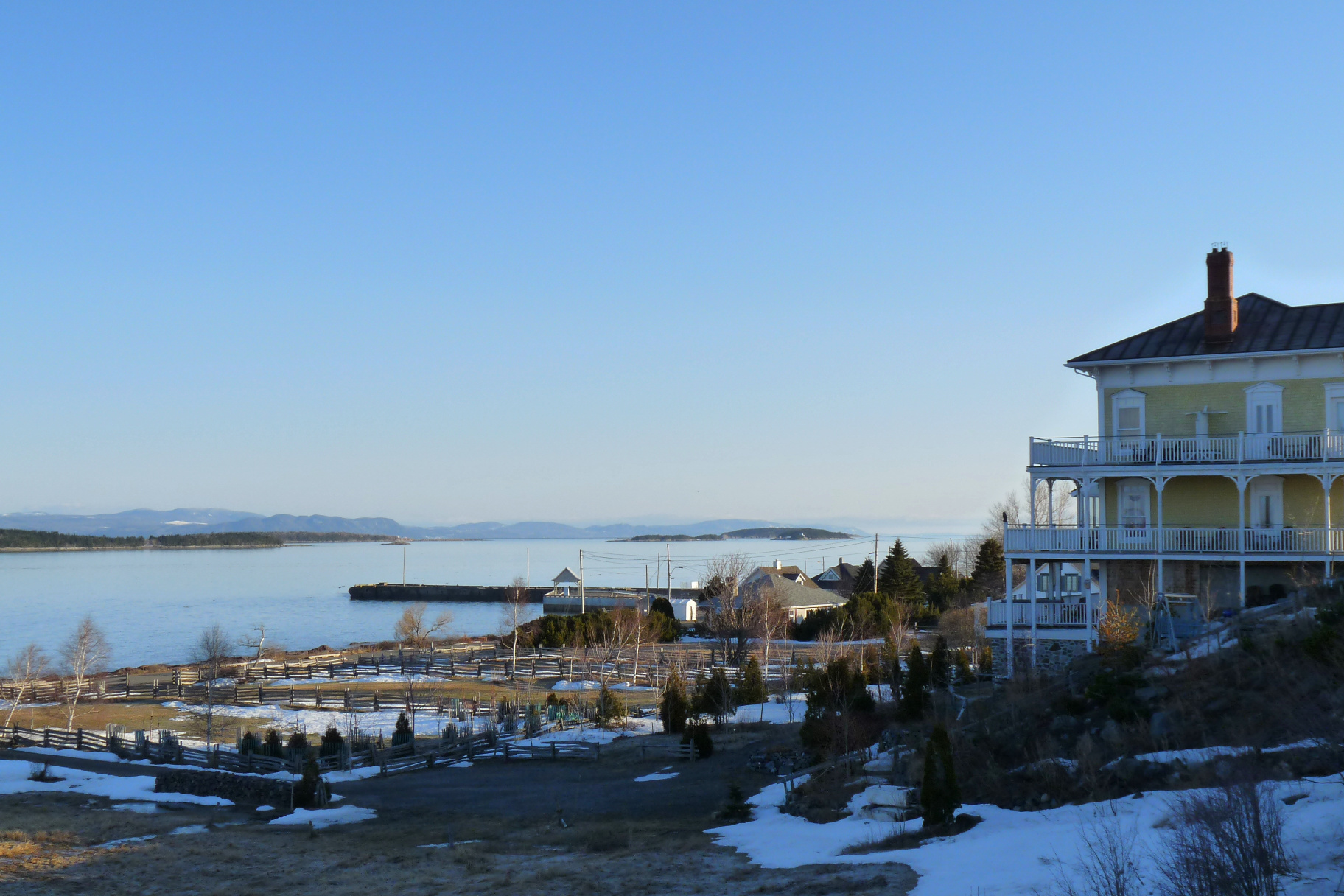
Панорамный вид на реку Святого Лаврентия в Камураске

Камураска — муниципалитет на южном берегу реки Святого Лаврентия в канадском регионе Ба-Сен-Лоран в Квебеке. Входит в состав муниципального округа Камураска. Входит в Ассоциацию самых красивых деревень Квебека, в рейтинге которой входит в состав верхней двадцатки.
Название «Kamouraska» происходит от алгонкинского слова, означающего «где на краю воды растут тростники»

## История
Район был впервые заселён в конце XVII века. В 1674 году это была Сеньория Камураска, административная единица правительства Квебека (фр.). В этой местности существует давняя традиция ловли угря, а в деревне находится выставочный центр по ловле угря.

## География
Вдоль реки находятся солончаковые болота, а рядом с деревней расположен экологический заповедник. Птицы гнездятся на болоте и обитают на нём во время перелётов. Скалы вдоль реки служат местом гнездования сапсанов, бакланов и голубых цапель. Иногда в реке можно увидеть тюленей. В определённые времена года комары на местных болотах могут быть особенно агрессивными.
До деревни можно добраться по шоссе-20. Через деревню проходит шоссе-132.

Убийство Луи-Паскаля-Ахилла Таше в 1839 году послужило сюжетом для романа «Камураска» Анны Эбер (1970), по которому в 1973 году Клод Жютра поставил одноимённый фильм.